# 신대근
신대근(1991년 4월 23일 ~ )은 대한민국의 전직 스타크래프트, 스타크래프트 II 프로게이머이다. 저그 유저이며 아이디는 Hyvaa이다.

## 개요
2007년 하반기 드래프트에서 이스트로의 추천선수로 입단하였다.
2008년부터 방송무대에 나오기 시작하였다. 데뷔 초기에는 팀플레이를 자주 맡아 신인왕에 뽑히기도 했으며, 08-09시즌 들어와 팀플레이가 없어지면서 자연스럽게 개인전 선수로 전환되며 팀 내의 에이스로써 좋은 활약을 펼쳐왔으며 특히 위너스리그에서는 강력한 모습을 보여주면서 대근신이라는 별명을 얻게 되었다.
하지만 09-10시즌에서 전 시즌의 포스와 달리 약간 무기력한 모습으로 팀의 승리를 놓쳤지만, 위너스리그를 계기로 다시 기량을 회복하여 2010년 3월 10일 4전 전승으로 생애 첫 스타리그 16강 진출에 성공했다.
2010년 10월 이스트로의 해체로 이스트로 선수단 공개 드래프트를 통해 STX SouL에 영입되었다.
2011년 6월 17일 프로리그에서 59승으로 다승왕이 유력한 김택용을 스타리그 프로-암 예선 K조 4강에서 2:1로 꺾으며 대파란을 일으켰다.
Tving 스타리그 2012에서 김민철, 신동원 등을 꺾고 8강에 진출하며 상승세를 입증했고, SK플래닛 프로리그 시즌2에서 활약하며 케스파랭킹이 14위까지 올라왔었다. 그러나 몸상태가 경기에 나오지 못할정도로 매우 좋지 않아 WCG 2012 한국 대표 선발전에도 참가하지 못했고, 케스파랭킹도 19위로 하락했다. 그러나 2012년 8월 11일 웅진 스타즈와의 경기를 통해 약 한달여 만에 복귀하였으나, 복귀전에서 김민철에게 패했다.
그해 9월, FA 대상자로 선정되었으나, 원 소속팀에 잔류하게 되었다.
종종 신같은 플레이를 보여주어 팬들에게 '대근신'이라는 별명으로 불리고 있다.
2013년 12월 SouL의 해체로 인해 무소속 신분이 되었다. 한동안 소식이 없어 은퇴를 한 것이 아니었나 했으나, 2014년 GSL 예선전을 통과하며, 다시 모습을 드러내 무소속 신분으로 여전히 프로게이머 활동중임이 확인되었다.
2014년 4월 9일 MVP에 입단 하였다.
2014년 7월 31일 MVP와의 결별을 공식 발표했고 SK텔레콤 스타크래프트 II 프로리그 2015 시작 이후 소식이 없어 사실상 은퇴했다.

## 주요 기록

### 전적
통산전적 (13.05.14 기준, 스타2 전적포함)
|             | 경기 | 승-패  | 승률  |
| ----------- | ---- | ------ | ----- |
| 대 테란     | 63   | 27–36  | 42.9% |
| 대 저그     | 94   | 38–56  | 40.4% |
| 대 프로토스 | 64   | 32–32  | 50.0% |
| 총합        | 221  | 97–124 | 43.9% |

### 수상 경력

#### 스타크래프트
- 2008년 신한은행 프로리그 2008 신인왕
- 2009년 5월 박카스 스타리그 2009 36강
- 2009년 12월 NATE MSL 2009 32강
- 2010년 2월 대한항공 스타리그 2010 Season 1 16강
- 2010년 7월 대한항공 스타리그 2010 Season 2 36강
- 2011년 6월 진에어 스타리그 2011 16강
- 2012년 Tving 스타리그 2012 8강

#### 스타크래프트 II
- 2012년 MvP 인비테이셔널 프로리그 진영 4강
- 2012년 MLG 2012 Fall Season Championship 20강
- 2013년 2013 WCS Korea Season 1 챌린저리그 12강
- 2013년 2013 WCS 코리아 시즌 2 옥션 올킬 스타리그 16강
- 2013년 2013 WCS 코리아 시즌 2 챌린저리그 12강
- 2013년 2013 WCS 코리아 시즌 3 조군샵 글로벌 스타크래프트 II 리그 32강
- 2013년 2013 WCS 코리아 시즌 3 챌린저리그 24강
- 2014년 2014 WCS 코리아 시즌 2 핫식스 글로벌 스타크래프트 II 리그 코드 A 48강
- 2014년 2014 WCS 코리아 시즌 3 핫식스 글로벌 스타크래프트 II 리그 코드 A 48강